# Malý Šariš
Pour les articles homonymes, voir Malý.
Malý Šariš (allemand : Kleinscharosch) est un village de Slovaquie situé dans la région de Prešov.

## Histoire
Première mention écrite du village en 1248.

## Démographie

### Évolution de la population
| Année:               | 1994. | 2004.   | 2014.    | 2024.    |
| -------------------- | ----- | ------- | -------- | -------- |
| Nombre de personnes: | 1297  | 1363    | 1593     | 1903     |
| Différence:          |       | +5,08 % | +16,87 % | +19,46 % |

| Année:               | 2023. | 2024.   |
| -------------------- | ----- | ------- |
| Nombre de personnes: | 1883  | 1903    |
| Différence:          |       | +1,06 % |